# 1932年全米選手権 (テニス)
1932年 全米選手権（1932ねんぜんべいせんしゅけん）に関する記事。

## 大会の流れ
- 1881年から1967年まで、全米選手権は各部門が個別の名称を持ち、大会会場も別々のテニスクラブで開かれた。これが他の3つのテニス4大大会と大きく異なる点である。
  - 男子シングルス　名称：全米シングルス選手権（U.S. National Singles Championship）／会場：ニューヨーク市クイーンズ区フォレストヒルズ、ウエストサイド・テニスクラブ　（1924年-1977年）
  - 女子シングルス　名称：全米女子シングルス選手権（U.S. Women's National Singles Championship）／会場：フォレストヒルズ、ウエストサイド・テニスクラブ　（1921年-1977年）
  - 男子ダブルス　名称：全米ダブルス選手権（U.S. National Doubles Championship）／会場：マサチューセッツ州ボストン市、ロングウッド・クリケット・クラブ　（1917年-1933年まで）
  - 女子ダブルス　名称：全米女子ダブルス選手権（U.S. Women's National Doubles Championship）／会場：フォレストヒルズ、ウエストサイド・テニスクラブ　（1921年-1933年まで）
  - 混合ダブルス　名称：全米混合ダブルス選手権（U.S. Mixed Doubles Championship）／会場：フォレストヒルズ、ウエストサイド・テニスクラブ　（1921年-1934年まで）

## シード選手

### 男子シングルス
（アメリカ人シード選手：8名）
1. エルスワース・バインズ　（優勝、大会2連覇）
2. ウィルマー・アリソン　（ベスト4）
3. フランク・シールズ　（ベスト8）
4. ジョージ・ロット　（ベスト8）
5. シドニー・ウッド　（ベスト8）
6. クリフォード・サッター　（ベスト4）
7. ジョン・バン・リン　（4回戦）
8. グレゴリー・マンジン　（4回戦）

（外国人シード選手：8名）
1. アンリ・コシェ　（準優勝）
2. ヘンリー・オースチン　（4回戦）
3. フレッド・ペリー　（4回戦）
4. 佐藤次郎　（4回戦）
5. 桑原孝夫　（4回戦）
6. マルセル・ベルナール　（3回戦）
7. ジョン・オリフ　（4回戦）
8. エドワード・エイボリー　（4回戦）

### 女子シングルス
（アメリカ人シード選手：8名）
1. ヘレン・ジェイコブス　（初優勝）
2. アンナ・ハーパー　（ベスト8）
3. マージョリー・モリル　（ベスト8）
4. ジョセフィン・クルークシャンク　（3回戦）
5. サラ・ポールフリー　（2回戦）
6. カロリン・バブコック　（準優勝）
7. バージニア・ヒラリー　（3回戦）
8. マージョリー・グラッドマン・バン・リン　（ベスト8）

（外国人シード選手：3名）
1. エルシー・ピットマン　（ベスト4）
2. ジョーン・リドレー　（ベスト4）
3. マージョリー・リーミング　（3回戦）

## 大会経過

### 男子シングルス
準々決勝
- エルスワース・バインズ vs.  レスター・ストーフェン　6-3, 7-5, 6-4
- クリフォード・サッター vs.  ジョージ・ロット　10-8, 6-0, 6-0
- ウィルマー・アリソン vs.  シドニー・ウッド　5-7, 6-3, 6-2, 6-4
- アンリ・コシェ vs.  フランク・シールズ　4-6, 6-3, 6-4, 6-0

準決勝
- エルスワース・バインズ vs.  クリフォード・サッター　4-6, 8-10, 12-10, 10-8, 6-1
- アンリ・コシェ vs.  ウィルマー・アリソン　6-1, 10-12, 4-6, 6-3, 7-5

### 女子シングルス
準々決勝
- ヘレン・ジェイコブス vs.  マージョリー・グラッドマン・バン・リン　3-6, 6-3, 6-1
- エルシー・ピットマン vs.  メアリー・グリーフ　6-3, 6-2
- カロリン・バブコック vs.  アンナ・ハーパー　6-3, 7-5
- ジョーン・リドレー vs.  マージョリー・モリル　3-6, 8-6, 6-4

準決勝
- ヘレン・ジェイコブス vs.  エルシー・ピットマン　6-2, 6-3
- カロリン・バブコック vs.  ジョーン・リドレー　4-6, 7-5, 6-3

## 決勝戦の結果
- 男子シングルス： エルスワース・バインズ vs.  アンリ・コシェ　6-4, 6-4, 6-4
- 女子シングルス： ヘレン・ジェイコブス vs.  カロリン・バブコック　6-2, 6-2
- 男子ダブルス： エルスワース・バインズ＆ キース・グレッドヒル vs.  ウィルマー・アリソン＆ ジョン・バン・リン　6-4, 6-3, 6-2
- 女子ダブルス： ヘレン・ジェイコブス＆ サラ・ポールフリー vs.  アリス・マーブル＆ マージョリー・モリル　8-6, 6-1
- 混合ダブルス： フレッド・ペリー＆ サラ・ポールフリー vs.  エルスワース・バインズ＆ ヘレン・ジェイコブス　6-3, 7-5